# Nissan Figaro
Nissan Figaro — автомобиль японской компании Nissan с кузовом купе типа «полукабриолет». Figaro отличается дизайном в стиле «ретро», напоминающем Datsun Fairlady 1960-х годов. Выпускался автомобиль в одном лишь 1991 году, за который было произведено 20 000 экземпляров. Figaro продавали только в Японии, но он также пользовался популярностью в Великобритании и Ирландии на вторичном рынке.

## История
В конце 1980-х годов в Японии появилась мода на классические автомобили. Модель Figaro стала ответом концерна Nissan на эту тенденцию и позволила стать обладателями машины с необычной внешностью многим, не имеющим возможности содержать антикварную технику.
Дебют Nissan Figaro состоялся на международном Токийском автосалоне 1989 года. Первоначально планировалось выпустить всего 8000 экземпляров родстера, однако, из-за высокого спроса общий тираж довели до 20000 экземпляров. Автор внешнего вида двухместного авто в стиле ретро — Сёдзи Такахаси.

## Конструкция
Figaro построен на платформе Nissan Micra первого поколения. Единственный доступный двигатель — рядный 4-цилиндровый бензиновый агрегат с турбонаддувом мощностью 76 л.с. при 6000 об./мин. Силовой агрегат работал в паре с 3-ступенчатой АКПП, также позаимствованной у хетчбэка, который на внутреннем японском рынке называется March. Интерьер Nissan Figaro, как и внешность, оформлена под старину, однако, уже в базовой комплектации присутствуют CD-проигрыватель и кондиционер.